# Megaporus tristis
Megaporus tristis is een keversoort uit de familie waterroofkevers (Dytiscidae). De wetenschappelijke naam van de soort is voor het eerst geldig gepubliceerd in 1926 door Zimmermann.